# Malungen, Medelpad
Denna sjö ligger inom både Medelpad och Hälsingland. Ej att förväxla med Malungen, Hälsingland och Lill-Malungen.
Malungen är en sjö i Nordanstigs kommun i Hälsingland och i Sundsvalls kommun i Medelpad och ingår i Ljungans huvudavrinningsområde. Sjön är 20 meter djup, har en yta på 4,65 kvadratkilometer och befinner sig 208 meter över havet. Sjön avvattnas av vattendraget Tälgslättån (Malungsån).

## Delavrinningsområde
Malungen ingår i det delavrinningsområde (689452-155956) som SMHI kallar för Utloppet av Malungen. Medelhöjden är 240 meter över havet och ytan är 20,05 kvadratkilometer. Det finns ett avrinningsområde uppströms, och räknas det in blir den ackumulerade arean 38 kvadratkilometer. Tälgslättån (Malungsån) som avvattnar avrinningsområdet har biflödesordning 2, vilket innebär att vattnet flödar genom totalt 2 vattendrag innan det når havet efter 59 kilometer. Avrinningsområdet består mestadels av skog (66 procent). Avrinningsområdet har 4,81 kvadratkilometer vattenytor vilket ger det en sjöprocent på 24 procent.